# Latzenhausen
Koordinaten: 48° 25′ N, 11° 2′ O
Latzenhausen ist ein Ortsteil der Gemeinde Dasing im Landkreis Aichach-Friedberg (Bayern).
Die Einöde befindet sich nördlich der A8 am Latzenhausener Graben, welcher in den Bachgraben, einen linken Zufluss der Paar (Donau) mündet. Der Ort gehörte zu der am 30. Juni 1972 aufgelösten Gemeinde Zahling und wurde mit dieser am 1. Juli 1972 in die Gemeinde Obergriesbach eingegliedert. Zum Abschluss der 
Gemeindegebietsreform wurde Latzenhausen am 1. Mai 1978 in die Gemeinde Dasing umgegliedert.

## Sehenswürdigkeiten
- Katholische Kapelle St. Laurentius

Siehe auch: Liste der Baudenkmäler in Latzenhausen